# Алдейя-де-Жуан-Піріш
Алдейя-де-Жуан-Піреш (порт. Aldeia de João Pires; МФА: [aɫ.ˈdɐj.ɐ dɨ ʒu.ˈɐ̃w ˈpi.ɾɨʃ]) — парафія в Португалії, у муніципалітеті Пенамакор. Розташована в східній частині країни, на теренах історичної португальської провінції Бейра. Входить до складу округу Каштелу-Бранку. За адміністративним поділом, чинним до 1976 року, терени парафії були складовою провінції Нижня Бейра. Належить до Порталегрівсько-Каштелу-Бранківської діоцезії Католицької церкви. Патрон — Марія Магдалина. Площа — 11,0978 км². Населення — 195 ос. (2011). Слабо урбанізований регіон. Густота населення — 17,57 осіб/км²
. Код — 050703.

## Населення
| Кількість мешканців | Кількість мешканців | Кількість мешканців | Кількість мешканців | Кількість мешканців | Кількість мешканців | Кількість мешканців | Кількість мешканців | Кількість мешканців | Кількість мешканців | Кількість мешканців | Кількість мешканців | Кількість мешканців | Кількість мешканців | Кількість мешканців |
| ------------------- | ------------------- | ------------------- | ------------------- | ------------------- | ------------------- | ------------------- | ------------------- | ------------------- | ------------------- | ------------------- | ------------------- | ------------------- | ------------------- | ------------------- |
| 1864                | 1878                | 1890                | 1900                | 1911                | 1920                | 1930                | 1940                | 1950                | 1960                | 1970                | 1981                | 1991                | 2001                | 2011                |
| 616                 | 689                 | 734                 | 812                 | 899                 | 895                 | 901                 | 955                 | 875                 | 757                 | 665                 | 466                 | 357                 | 221                 | 195                 |